# Тонконіг неміцний
Тонконіг неміцний (Poa infirma Kunth) – вид рослин родини тонконогові (Poaceae).

## Опис
Стебла до 25 см, прямостоячі, рифлені, гладкі. Має жовто-зелене листя. Волоть 1-4 см. Колоски 2-4 мм, яйцеподібно-ланцетні, (1) 2-4 квіти. Цвіте з лютого по травень.

## Поширення
Північна Африка: Алжир; Єгипет; Лівія; Марокко; Туніс. Азія: Кіпр; Іран; Ізраїль; Йорданія; Ліван; Сирія; Туреччина; Індія [пн.-зх.]. Європа: Велика Британія; Австрія; Греція [вкл. Крит]; Італія [вкл. Сардинія]; Франція [вкл. Корсика]; Португалія; Гібралтар; Іспанія [вкл. Канарські острови]. Натуралізований: Австралія [пд.], Нова Зеландія, Сполучені Штати — Каліфорнія, Південна Америка [зх.]. Росте на луках, у кам'янистих місцях.